# Харциці
Харциці (пол. Charcice) — село в Польщі, у гміні Хжипсько-Велике Мендзиходського повіту Великопольського воєводства.
Населення — 201 особа (2011).
У 1975-1998 роках село належало до Познанського воєводства.

## Демографія
Демографічна структура станом на 31 березня 2011 року:
|          | Загалом | Допрацездатний вік | Працездатний вік | Постпрацездатний вік |
| -------- | ------- | ------------------ | ---------------- | -------------------- |
| Чоловіки | 105     | 24                 | 71               | 10                   |
| Жінки    | 96      | 17                 | 51               | 28                   |
| Разом    | 201     | 41                 | 122              | 38                   |